# Ferrovia Trans-Aral

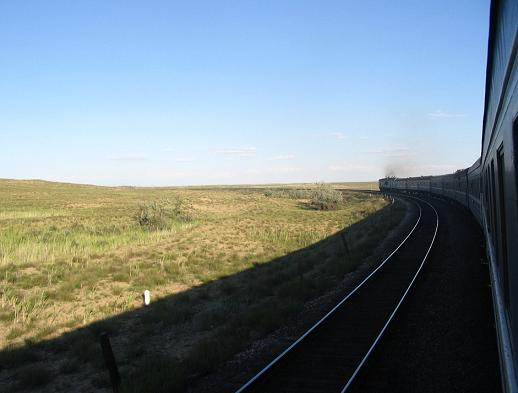

La ferrovia Trans-Aral è una linea ferroviaria che collega Kinel', città russa sul fiume Ural, a Tashkent, capitale dell'Uzbekistan. Fu costruita quando le due città erano sotto l'Impero russo e fino alla prima metà del XX secolo fu l'unico collegamento tra la Russia europea e l'Asia centrale.

## Storia
I lavori di costruzione iniziarono nel 1900. La linea fu aperta all'esercizio nel gennaio 1906.
Dopo la rivoluzione la linea fu bloccata dai cosacchi sotto il comando dell'Ataman Dutov. Tagliato fuori dai rifornimenti di cibo, e incapace di sostenersi autonomamente a causa delle coltivazioni obbligate di cotone, il Turkestan russo venne colpito da una grave carestia. La perdita temporanea della Trans-Aral permise anche al Soviet di Tashkent di mantenere una certa autonomia da Mosca durante il periodo immediatamente successivo alla presa del potere da parte dei bolscevichi.

## Percorso
La linea passa attraverso alcune importanti città del Kazakistan, comprese Aralsk, Turkistan e Shymkent.